# L. R. Johannis
L. R. Johannis, pseudonimo di Luigi Rapuzzi (Sacile, 14 maggio 1905 – Milano, 21 settembre 1968), è stato un pittore e scrittore italiano di fantascienza.
Come pittore aderì al secondo futurismo. Come scrittore utilizzò anche vari pseudonimi, tra cui N. H. Laurentix e Louis H. Steyner e fu autore di alcuni pionieristici romanzi di fantascienza in Italia, pubblicati negli anni cinquanta anche dalla collana specializzata Urania, edita dalla Arnoldo Mondadori di Milano.

## Biografia
Nato a Sacile (allora in provincia di Udine, oggi in provincia di Pordenone) Rapuzzi si mosse dal luogo natio per la prima volta durante la Resistenza che contrappose anche nella sua regione gli antifascisti ai fascisti e ai nazisti tra il 1943 e la fine della seconda guerra mondiale.
Partigiano delle Brigate Garibaldi, ormai prossimo ai 40 anni, Rapuzzi s'impegnò nella lotta, finendo con l'essere catturato due volte dalle milizie della Repubblica Sociale Italiana.
Nel 1947 divenne "contattista" grazie a un incontro ravvicinato con un UFO nelle montagne della Carnia ed esattamente nella zona di Raveo. Tale esperienza influenzò la sua produzione narrativa successiva.
Emigrato clandestinamente negli Stati Uniti nello stesso 1947 anno, fu espulso nel 1951; rientrato in Italia Rapuzzi cominciò a scrivere romanzi di quella fantascienza che non aveva ricevuto certo incoraggiamenti dal regime di Mussolini, probabilmente infastidito dall'eccesso di "americanismo" di quel genere letterario che ben si sposava con gli ideali "democratici" colà vigenti e che abbastanza poco si armonizzavano invece con quelli "imperiali" del fascismo.
Grazie all'amicizia stretta durante la guerra con Giorgio Monicelli, storico responsabile di Urania, la maggiore collana di fantascienza in Italia, nel 1954 si vide pubblicare il 20 aprile, col n. 41, il romanzo C'era una volta un pianeta, seguito l'anno dopo, col n. 110 del 22 dicembre, dal romanzo Quando ero aborigeno. I due romanzi costituiscono un dittico contraddistinto, oltre che dall'uso del medesimo pseudonimo autoriale – L.R. Johannes, dall'ambientazione in uno stesso mondo finzionale: "Al centro dell'universo immaginato da Rapuzzi l'idea che in un'epoca remota laddove oggi è osservabile una fascia di asteroidi tra le orbite di Marte e Giove, vi fosse un pianeta, abitato da una razza particolarmente evoluta – i Nhors, esploso a causa dell'abuso dell'energia nucleare praticato dai suoi abitanti ... L'uomo sulla Terra deriverebbe dalla fusione di ominidi neanderthaliani e sopravvissuti della razza Nhor, che diedero all'evoluzione un contributo decisivo, contemporaneamente subendo un lento imbarbarimento". Fu tra i pochi autori italiani a pubblicare su Urania all'epoca.
Pubblicò vari altri romanzi di successo di un genere che venne poi chiamato dell'"archeologia spaziale" - di cui secondo Gianfranco De Turris fu forse il primo autore italiano - e che per vari aspetti precorreva la produzione di successo di Peter Kolosimo. Fra essi si ricordano Risonanza cosmica (Urania, n. 128 del 21 giugno 1956, pubblicato con lo pseudonimo di N. H. Laurentix), La rivolta dei Jeols (Galassia, 5, 1957) e Il satellite perduto, cui nocque il fatto di essere troppo a ridosso della realtà delle prime imprese spaziali.
Nel 1956 fondò a Udine la rivista mensile Galassia (diretta da Monicelli sotto pseudonimo), di cui uscirono solo cinque numeri e di cui creò le copertine, e della Casa Editrice Galassia, che pur nella breve esistenza pubblicò in Italia alcuni tra i migliori classici del genere fantascientifico e sostenne alcune giovani leve della fantascienza italiana.

## Opere
- C'era una volta un pianeta, Urania n. 41, Arnoldo Mondadori Editore, 1954;
- Quando ero aborigeno, Urania n. 110, Arnoldo Mondadori Editore, 1954;
- Quelli dell'altro spazio, 1954;
- Risonanza cosmica, Urania n. 128, Arnoldo Mondadori Editore, 1956 (come N. H. Laurentix);
- Il satellite perduto, Galassia n. 1, Casa Editrice Galassia, 1957;
- La rivolta dei Jeols, Galassia n. 5, Casa Editrice Galassia, 1957;
- Le lacrime della luna, 1958, Cosmo n. 12, Ponzoni Editore.